# Tisha Campbell-Martin
Tisha Campbell-Martin, nata Tisha Michelle Campbell (Oklahoma City, 13 ottobre 1968), è un'attrice, cantante, comica, ballerina e coreografa statunitense conosciuta per il suo ruolo di Janet nella serie Tutto in famiglia, nella quale interpreta il ruolo della moglie di Michael Kyle (Damon Wayans).

## Biografia
Il suo esordio avvenne all'età di sei anni, in un episodio dello show televisivo The Big Blue Marble, nel 1986 ha recitato nel film La piccola bottega degli orrori, inoltre ha partecipato come comparsa nel celebre telefilm Willy, il principe di Bel-Air interpretando il ruolo di Kathleen, e ha partecipato come comparsa nella serie televisiva I Robinson.
Diplomatasi alla Arts High School di Newark, si trasferisce a Hollywood e inizia a lavorare all'interno del cast di Tutto in famiglia. Nel 2011 è apparsa come personaggio secondario nel film Disney per la televisione Lemonade Mouth; nello stesso anno è entrata a far parte del cast regolare della serie televisiva The Protector.

## Filmografia

### Attrice

#### Cinema
- La piccola bottega degli orrori (Little Shop of Horrors), regia di Frank Oz (1986)
- Aule turbolente (School Daze), regia di Spike Lee (1988)
- House Party, regia di Reginald Hudlin (1990)
- Ancora 48 ore (Another 48 Hrs.), regia di Walter Hill (1990)
- House Party 2, regia di George Jackson e Doug McHenry (1991)
- Il principe delle donne (Boomerang), regia di Reginald Hudlin (1992)
- House Party 3, regia di Eric Meza (1994)
- Snitch, regia di Keith Markinson (1996)
- Quattro zampe a San Francisco (Homeward Bound II: Lost in San Francisco), regia di David R. Ellis (1996) - voce
- Zack & Miri - Amore a... primo sesso (Zack and Miri Make a Porno), regia di Kevin Smith (2008)
- Blindspotting, regia di Carlos López Estrada (2018)
- The J Team, regia di Michael Lembeck (2021)

#### Televisione
- Cinque ragazze e un miliardario (Rags to Riches) – serie TV, 20 episodi (1987-1988)
- Willy, il principe di Bel-Air (The Fresh Prince of Bel-Air) – serie TV, episodio 2x01 (1991)
- Roc – serie TV, episodio 1x20 (1992)
- Martin – serie TV, 122 episodi (1992-1997)
- Il cugino Skeeter (Cousin Skeeter) - serie TV, 1 episodio (1998)
- Sabrina, vita da strega (Sabrina the Teenage Witch) – serie TV, episodio 5x06 (2000)
- Tutto in famiglia (My Wife and Kids) – serie TV, 119 episodi (2001-2005)
- Tutti odiano Chris (Everybody Hates Chris) – serie TV, 4 episodi (2008-2009)
- Rita Rocks – serie TV, 40 episodi (2008-2009)
- Lemonade Mouth, regia di Patricia Riggen – film TV (2011)
- The Protector – serie TV, 13 episodi (2011)
- Private Practice – serie TV, episodio 6x04 (2012)
- Dr. Ken – serie TV, 44 episodi (2015-2017)
- Empire – serie TV, 5 episodi (2018-2019)
- RuPaul's Drag Race – programma TV, episodio 10x04 (2018)
- Grey's Anatomy – serie TV, episodio 14x24 (2018)
- Beautiful (The Bold and the Beautiful) – soap opera, 7 puntate (2019)
- L'uomo di casa (Last Man Standing) – serie TV, 6 episodi (2019-2020)
- Outmatched – serie TV, 9 episodi (2020)
- Uncoupled – serie TV, 8 episodi (2022)

### Doppiatrice
- Legends of Chamberlain Heights – serie animata, 6 episodi (2016-2017)
- Craig (Craig of the Creek) – serie animata, 4 episodi (2018-2020)
- Harley Quinn – serie animata, 6 episodi (2019-2020)
- Inside Job – serie animata, 10 episodi (2021-in corso)

## Doppiatrici italiane
Nelle versioni in italiano dei suoi lavori, Tisha Campbell-Martin è stata doppiata da:
- Claudia Razzi in Tutto in famiglia, Zack & Miri - Amore a... primo sesso, Lemonade Mouth, Private Practice, Uncoupled
- Rossella Acerbo in Sprung, Rita Rocks, Innamorati cotti, The Protector
- Chiara Colizzi in Willy, il principe di Bel-Air
- Daniela Calò in Tutti odiano Chris
- Ida Sansone ne il principe delle donne
- Laura Latini ne Il cugino Skeeter
- Monica Bertolotti in Linc's
- Claudia Catani in Empire

Da doppiatrice è sostituita da:
- Paola Giannetti in Quattro zampe a San Francisco